# Pervomàiskoie (Kanélovskaia)
Pervomàiskoie - Первомайское (rus) - és un poble al krai de Krasnodar, a Rússia. Es troba a la frontera septentrional del territori amb l'óblast de Rostov, a 18 km a l'est de Staromínskaia i a 179 km al nord de Krasnodar. Pertany a la stanitsa de Kanélovskaia.